# Edith Motridge
Edith Segal Motridge, nach Heirat Edith Polster, (* 30. Juli 1913 in San Francisco, Kalifornien; † 1. November 2007 in Rancho Santa Fe, Kalifornien) war eine Schwimmerin aus den Vereinigten Staaten.

## Karriere
1936 belegte Motridge bei den US-Ausscheidungswettkämpfen für das Olympiateam den zweiten Platz über 100 Meter Rücken hinter Eleanor Holm-Jarrett und vor Alice Bridges. Bei den Olympischen Spielen 1936 in Berlin traten dann nur Motridge und Bridges an, nachdem sich Eleanor Holm mit der Mannschaftsleitung zerstritten hatte. Im Endlauf gewannen die beiden Niederländerinnen Nida Senff und Hendrika Mastenbroek Gold und Silber. 0,2 Sekunden hinter Mastenbroek erreichte Bridges den dritten Platz, weitere 0,2 Sekunden dahinter schlug Motridge als Vierte an. 1939 gewann Motridge den Meistertitel der Amateur Athletic Union im Rückenschwimmen.
Edith Motridge schwamm für den Los Angeles Athletic Club. Nach ihrer sportlichen Karriere arbeitete sie 15 Jahre für das Studio von Metro-Goldwyn-Mayer. Unter anderem war sie als Stuntdouble für Esther Williams tätig. 1983 zog sie mit ihrem Mann nach Rancho Santa Fe.